# Mur-de-Barrez
 Mur-de-Barrez  (en occitano Lo Mur de Barrés) es una población y comuna francesa, situada en la región de Mediodía-Pirineos, departamento de Aveyron, en el distrito de Rodez y cantón de Mur-de-Barrez.

## Demografía
| 1283 | 1280 | 1305 | 1235 | 1109 | 880 |
| Para los censos de 1962 a 1999 la población legal corresponde a la población sin duplicidades (Fuente: INSEE [Consultar]) |      |      |      |      |     |